# Обелиск
Обелиск (од грч. ὀβελίσκος – obeliskos, деминутив од obelos што значи "ражањ", "шиљак", "игла") је висок, камени монолит са четири странице које се равномерно сужавају према врху, где се налази мања четворострана пирамида названа пирамидион. Обелисци су првобитно настали у древном Египту и имали су значајну религиозну и симболичку улогу, пре свега у култу бога Сунца Ра. Касније су их преузеле и друге цивилизације, а и данас се подижу као споменици или декоративни елементи.

## Етимологија
Реч "обелиск" долази у српски језик преко латинског obeliscus од старогрчке речи ὀβελίσκος (obelískos). Ово је деминутив од речи ὀβελός (obelós), која значи "ражањ", "шиљак" или "игла", алудирајући на висок и танак облик споменика. Херодот је један од првих аутора који је користио ову реч за египатске споменике.

## Карактеристике
Обелисци се одликују следећим карактеристикама:
- Монолитна структура: Традиционално су исклесани из једног комада камена, најчешће црвеног гранита из Асуана.
- Четворострана основа: Имају квадратну или благо правоугаону основу.
- Сужавање ка врху: Странице обелиска се благо сужавају идући ка врху.
- Пирамидион: Врх обелиска је обликован као мала пирамида. У древном Египту, пирамидион је често био обложен електрумом (легура злата и сребра) или другим металом како би рефлектовао сунчеве зраке.[2]
- Хијероглифи: Египатски обелисци су најчешће били прекривени хијероглифским натписима који су славили бога Сунца и фараона.
- Висина и маса: Могу варирати у величини, од неколико метара до преко 30 метара висине. Маса једног великог обелиска могла је износити између 200 и 500 тона.[3]

## Историјски развој и употреба

### Древни Египат
Обелисци су најистакнутији и најпрепознатљивији у староегипатској уметности и архитектури. Сматра се да су се развили из камена Бенбен, светог камена у храму бога Сунца Ра у Хелиополису током Старог краљевства. Први прави обелисци потичу из периода Пете династије (око 2494–2345. п.н.е.), када су подизани као централни елементи храмова Сунца. У почетку су били нижи и здепастији, а током Средњег и посебно Новог краљевства постају виши, тањи и раскошно декорисани хијероглифима.
Обелисци су најчешће постављани у паровима испред пилона (улазних капија) египатских храмова, посебно оних посвећених богу Сунца Ра. Симболизовали су сунчеве зраке, стабилност, трајност, као и везу између света богова и света људи, односно између бога Ра и фараона, који се сматрао његовим сином на земљи. Највећи број сачуваних обелиска потиче из периода Новог краљевства (нпр. обелисци Тутмоса I, Хатшепсут, Тутмоса III, Рамзеса II у Карнаку и Луксору).
Израда и постављање обелиска представљали су изузетан технички подухват. Клесани су из једног блока гранита у каменоломима Асуана, транспортовани Нилом до одредишта, а затим усправљани сложеним системом рампи, ужади и полуга.

### Римско доба
Римски цареви, почевши од Августа, били су фасцинирани египатским обелисцима и пренели су их велики број у Рим као симболе победе Рима над Египтом и као украсе за своје циркусе, храмове и маузолеје. Процењује се да је у Рим донето најмање 13 великих египатских обелиска. Римљани су такође клесали и сопствене обелиске по угледу на египатске, али често мањих димензија и од другачијег камена. Многи од ових обелиска су током средњег века пали или су затрпани, да би касније, од ренесансе надаље, били поново откривени и постављени на истакнута места у Риму од стране папа (нпр. обелиск на Тргу Светог Петра).

### Друге културе и каснији периоди
- Аксумитски обелисци (Етиопија): Краљевство Аксум (I–VII век н.е.) развило је сопствену традицију подизања високих камених стела или обелиска, од којих је најпознатији Обелиск из Аксума. Иако слични по форми, аксумитски обелисци су често украшени урезаним представама вишеспратних зграда са лажним вратима и прозорима.
- Асирски обелисци: У асирској уметности такође постоје споменици налик обелисцима, попут Црног обелиска Шалманесера III (IX век п.н.е.), који је украшен рељефима и клинописним натписима.
- Ренесанса и барок: Поред поновног постављања античких обелиска, у овим периодима се понекад граде и нови, инспирисани античким узорима.
- XIX и XX век: Обелисци постају популаран облик јавних споменика широм света, често као ратни меморијали, споменици значајним личностима или симболи важних догађаја (нпр. Вашингтонски споменик у Вашингтону, обелиск у Буенос Ајресу).

## Симболика
Основна симболика обелиска у древном Египту била је повезана са култом Сунца. Сматрало се да представљају окамењене сунчеве зраке, везу између фараона и бога Сунца Ра, као и симбол живота, стабилности и поновног рађања. Пирамидион на врху, обложен сјајним металом, хватао је прве и последње зраке сунца.
У каснијим периодима, обелисци су задржали своју монументалност и често су коришћени као симболи моћи, победе, трајности, као и важни оријентири у урбаном простору.